# Рассказ Манефона о прокажённых
Рассказ Манефона о прокажённых — фрагмент из обширного труда «Египтика» (др.-греч. Αἰγυπτιακά) эллинизированного древнеегипетского жреца Манефона, работавшего под покровительством двора Птолемеев. Рассказ известен по эпитоме Иосифа Флавия в его труде «О древности иудейского народа. Против Апиона». Эпитома сообщает историю, имеющую сходство с библейским преданием об исходе евреев из Египта. Вопросы историчности, достоверности, авторства текста / или его отдельных фрагментов остаются в науке дискуссионными .
Вклад Манефона в историю литературного антисемитизма включает два рассказа, связанных с исходом евреев из Египта, которые приписывают еврейскому народу постыдное происхождение, называя его изгоями, прокажёнными и идолопоклонниками. В первом рассказе Манефон отождествляет еврейский народ с гиксосами, которые некогда завоевали Египет и оставили по себе крайне плохую память. Во втором рассказе евреи изображены прокажёнными и осквернёнными, опустошавшими Египет и осквернявшими его храмы.
Первый известный греческий текст, передававший ненависть к евреям. Сочинение Манефона стало первым литературным источником, в котором вражда в отношении евреев была представлена одним из проявлений борьбы между цивилизованным миром и варварством.

## Содержание
Царь Аменофис пожелал видеть богов, как Ор (др.-греч. Ὢρ), один из его царственных предшественников. Об этом он сообщает мудрецу и прорицателю Аменофису сыну Паапия. Этот соименник говорит царю, что он сможет увидеть богов, если очистит страну от прокажённых и прочих нечистых (скверных) людей. Царь собирает до 80 тысяч людей с телесными недостатками и посылает их в каменоломни на восточной стороне Нила для работ вместе с другими египтянами. В числе изгнанников были и образованные жрецы. Аменофис сын Паапия предвидел, что некие люди вступят в союз с нечистыми и будут владеть Египтом около 13 лет и, оставив записку царю, кончает жизнь самоубийством. После этого царь предоставляет изгнанникам опустевший город пастухов Аварис, принадлежавший богу Тифону. Затем изгнанники избирают себе предводителем гелиопольского жреца Осарсефа (др.-греч. Ὀσάρσηφον). Осарсеф даёт изгнанникам законы противные египетским обычаям, затем отправляет послов к изгнанным пастухам в город Иерусалим и договаривается с ними начать войну против Египта. После того как пастухи прибыли в Аварис, царь Аменофис не решился вступить с ними в сражение, посчитав это богоборчеством, и отправился в Эфиопию. Своего сына, Сетоса (др.-греч. Σέθως) и Рамессе (др.-греч. Ῥαμεσσῆ), от имени Рапсеюса (др.-греч. Ῥαψηοῦς), и которому было пять лет, — он поручил своему другу. 13 лет прокажённые египтяне и пришедшие им на помощь жители Иерусалима святотатствовали в Египте. Затем Осарсеф стал называть себя Моисеем (др.-греч. Μωυσῆς). После этого царь Аменофис и его сын Рампсес (др.-греч. Ῥάμψης) вернулись из Эфиопии и изгнали пастухов и нечистых.

## Особенности текста и переводов
Один из добротных переводов сделан в конце XIX века Д. И. Серединским на основе перевода архимандрита Антонина с уточнениями.

#### Ономастика текста
Ор или Орус др.-греч. Ὢρος — 9-й царь из XVIII династии Манефона. Теодор Рейнах отмечал, что Геродот (История, книга 2, часть 42) рассказывает такую же историю о египетском Геракле (который однажды пожелал непременно увидеть Зевса) и предполагает возможную путаницу с богом Гором. И. А. Ладынин обращает внимание на такую возможность возникновения имени «Ор»: в надписи Меса, жившего при Рамсесе II, Эхнатон именуется «врагом из Ахетатона». Спустя длительное время, когда первоначальное значение этого эпитета стало неясно, слово «враг» (егип. 𓐍𓂋𓅱𓀑, ḫrw, «херу») могло преобразоваться в форму, давшую основу греческому «Ор», притом что само это имя могло восприниматься как эквивалент имени египетского бога Гора.
Аменофис, сын Папия, в различных переводах также: Аменофис, сын Паапия или Аменофис, сын Пааписа; др.-греч. Ἀμενώφει πατρὸς δὲ Πάπιος ὄντι, Ἀμένωφις τοῦ Παάπιος, как это было доказано египтологами А. Эрманом, и К. Зете, — реальная историческая личность Аменхотеп, сын Хапу, современник фараона Аменхотепа III. Соответственно царь Аменофис сопоставляется с Аменотепом III или Аменхотепом IV.
Сетос, в различных изводах текста также встречаются варианты: Сето др.-греч. Σέθω, и Сетон др.-греч. Σέθων. У Геродота во втором томе его книги История, часть 141, сообщается, что фараон и жрец Гефеста с идентичным именем Сетон отражает нашествие ассирийцев на Египет. Ф. Л. Гриффит изучал возможность соотнесения имени Сетон с реальными историческими личностями, фараонами Сети I и Сети II, указывая при этом, что личные имена этих фараонов включают эпитет «возлюбленный Птахом». Птах ассоциировался у греков с их богом Гефестом. Фараон с двойным именем Сетос-Рамессес есть и в царских списках Манефона, упоминаемых И. Флавием. Э. Мейер полагал, что интерполятор объединил Сетоса и Рамсеса в одну фигуру, по его мнению, Сетос — это Сети I, а Рамессе — это Рамсес II.
Рампсес, в тексте два похожих написания этого имени, буквально: Рапсеюс др.-греч. Ῥαψηοῦς, и Рампсес др.-греч. Ῥάμψης. В первом пассаже фигурирует как отец царя Аменофиса, в честь которого был назван его сын Сетос-Рамсес. А, в конце как сын царя Аменофиса. К. В. Кузьмин обращает внимание на появление губного согласного в этих именах и объясняет это идентификацией с Саптахом. Элемент «Pth», неоднократно встречающийся в именах этого правителя, и должен был, как полагает К. В. Кузьмин, привести к возникновению в традиции формы имени, сочетающей Рамсес и «Фтас/ Фтис/ Птас». И. А. Ладынин считает это имя тождественным Сетосу-Рамсесу, то есть речь идёт, по его мнению, о единой фигуре Сетосе-Рамсесе-Рампсесе.
Осарсеф, др.-греч Ὀσαρσήφ. Теодор Рейнах предполагал, что возможно в этом месте текста было имя библейского персонажа Иосифа. Объяснял он это следующим образом: в греческом написании имени Иосифа (др.-греч. Ἰωσήφ, «Иосеф») имя Яхве (др.-греч. Ἰάω, «Иао») было заменено на имя Осирис (др.-греч. Ὄσιρις) что и дало имя Осарсеф.

## Изучение
По мнению Георга Генриха Эвальда, рассказ Манефона по своему происхождению современен исходу евреев из Египта. Как основанный на наблюдении самого события, он имеет то важное значение, что, подтверждая библейский рассказ, дополняет его с тех сторон, которых Ветхий Завет со своей точки зрения не касается. Такое дополнение, по Эвальду, рассказ Манефона представляет относительно предполагаемой им, предшествовавшей исходу, религиозно-политической борьбы израильтян с египтянами, в которой помогали израильтянам и жители соседней Азии. Г. Эвальд отмечал, что рассказ этот имеет египетскую окраску, тем не менее он имеет внутреннюю связь и сохраняет ясные черты верного исторического воспоминания.
Другие исследователи видели в рассказе Манефона о прокажённых повторение истории гиксосов; основанием для этого мнения служит сходство рассказа Манефона о прокажённых с его рассказом о гиксосах. Георг Мюллер считал второй рассказ Манефона результатом положительной исторической критики из александрийского времени, в основе которой лежала относительно поздняя народная сага.
Джеймс Коулз Причард считал рассказ о прокажённых копией рассказа о гиксосах, но он полагал гиксосов тождественными с израильтянами и поэтому оба рассказа Манефона относил к последним.
По мнению Генриха Греца рассказ о прокажённых вымышлен самим Манефоном, желавшим будто бы этим унизить иудеев, которые в его время начали играть важную роль при дворе Птолемеев.
Э. Мейер полагал, что прокажённые — это последователи учения Эхнатона, но поскольку во время его правления не могло быть азиатов, которые пришли бы ему на помощь и грабили Египет (Египет всё ещё сохранял контроль над азиатскими владениями), то рассказ имеет собирательных образ: солимиты — это азиат Ирсу, известный из Большого папирус Харриса, и его товарищи, во время правления которого в конце XIX династии грабившие Египет, а в последствии изгнанные фараоном XX династии Сетнахтом.
Б. А. Тураев предполагал, что рассказы Манефона и тому подобные (Лисимаха и др.), сближавшие евреев с гиксосами, «прокаженными» и еретиками поклонниками Атона, возникли под влиянием развивавшегося при Птолемеях нерасположения к иудеям.
А. Л. Коцейовский в своей пробной лекции в 1915 году высказывал идеи о связи монотеизма Эхнатона с монотеизмом Моисея. По всей видимости, также основываясь на рассказе Манефона. Увы, его лекция не была опубликована в письменном виде — о ней упоминает только В. В. Струве в своей брошюре посвященной изучению возможности исхода евреев из Египта.
В своих ранних работах В. В. Струве обратил внимание, что рассказ является отображением сразу нескольких событий египетской истории: религиозной реформы Эхнатона, смуте перехода от XIX династии к XX династии и ассирийским завоеванием Египта. Также он отмечал, что возможная связь религиозной реформы Эхнатона и корней религиозного развития Израиля ещё требует научной разработки. Позднее он сделал вывод о том, что сообщения полны «самых невероятных нелепостей» и являются позднейшими антииудаистскими вставками. В дальнейшем В. В. Струве планировал доказать, что фрагменты о прокажённых являются вставкой написанной неким «антииудаистским писателем». Однако публикация труда «Манефон и его Время» прервалась на 2-й главе и доказательство так и не было опубликовано. Далее В. В. Струве отметил, что Евсевий Кесарийский, очевидно, отождествил царя Аменофиса из рассказа о прокажённых с царём Нектанебом II, также бежавшим в Эфиопию перед врагом наступающим из Азии. Позднее В. В. Струве заключил, что хронология Манефона точна и называет его «столь оклеветанных иерограмматом из Себеннита». А, в другой работе, исследуя причину разрушения иудейского храма на Элефантине, указывал, что факты античного антисемитизма вымышлены буржуазной историографией.
Дональд Редфорд считает, что ссылка прокажённых в каменоломни выглядит как перемещение в Амарну; 13-ти летнее бесчинство, учинённое прокажёнными и пастухами, может быть только временем правления Эхнатона из его новой столицы; а фигуру Осарсифа-Моисея ясно смоделированной из исторической памяти об Эхнатоне. На это указывает закон о запрете поклонение богам, а также информация Апиона об открытых храмах ориентированных на восток.
Менахем Штерн считал антисемитизм Манефона «достаточно весомым», указывая на роль приписанную солимитам в его рассказе, даже если исключить отождествление Осарсифа и Моисея, якобы написанного Псевдо-Манефоном, как это полагают многие авторы. По мнению Штерна, историческое значение Манефона приобретает ещё больший масштаб, если рассматривать его как первого представителя литературы антиеврейской направленности в греко-римском Египте и как создателя или, по крайней мере, популяризатора некоторых из часто повторяющихся антисемитских мотивов. Однако нет свидетельств его прямого влияния на более позднюю литературу. Штерн предполагал, что в своих двух версиях Манефон соединил уже существующие египетские рассказы с антиеврейскими элементами. Негативная ассоциация евреев с низшим элементом египетского общества — прокажёнными — и описание их вероломства и деструктивности создали литературный прецедент только благодаря новизне замены еврейским народом других, более старых объектов враждебного отношения. Попытка Манефона дискредитировать происхождение еврейского народа имеет существенно иной смысл, чем басня Аполлония Молона о еврейском ритуальном жертвоприношении иноземцев и упоминание Демокритом еврейского поклонения ослу. Последний принадлежит к сфере религиозного (языческого) антисемитизма, тогда как первый, хотя и связан с религией и религиозным осквернением, в первую очередь направлен против национальной идентичности евреев.
Ян Ассман написал целую монографию о возможности мнемонического преобразования образа Эхнатона в библейский образ Моисея. В основе исследования Ассмана также положен рассказ Манефона о прокажённых.
Историки И. А. Ладынин и А. А. Немировский в ряде статей выдвигают гипотезу о том, что «рассказ о прокажённых» является контаминацией исторических эпизодов амарнской реформы и смены XIX и XX династий Египта. Эта гипотеза требует ряд допущений. Так царь Аменофис должен быть Мернептахом, перед и после которого в царских списках Манефона оказываются две ложные интерполяции, соответственно перед Мернептахом Саптаха, а после собирательному образу фараонов XX династии Сетнахта и Рамсеса III вместо «Сетоса, который назывался также Рамессисом» рассказа Манефона. Изгнание из Египта прокажённых и пастухов оказывается борьбой с «народами моря».

## Публикации
- Flavii Josephi Hierosolymitani sacerdotis Opera quæ extant omnia, nempe — Genevæ: Excudebat Petrus de la Rouiere, MDCXI [1611]. — P. 1033—1059; P. 1060—1082. (древнегреческий текст и перевод на латинский язык)
- Флавий Иосиф. О древности еврейского народа. Против Апиона / Пер. А. Пумпянский // «Гакармель». — Вильно, 1860.
- Серединский Д. И. Рассказ Манефона о прокаженных и отношение этого рассказа к исходу евреев из Египта // Екатеринославские епархиальные ведомости отд. неофиц. № 15, 16, 17, 18, 19, 20, 22, 23 — 1882; № 2, 3, 4, 6, 7 — 1883.
- Flavii Iosephi Opera VOL. V De Iudaeorum uetustate sive Contra Apionem Libri II — Berolini: Apud Weidmannos, 1885. — С. 40—47. (критическое издание учитывающее разночтения изводов)
- Флавий Иосиф. О древности иудейского народа. Против Апиона / перевод с греческого маг. евр. слов. Я. И. Израэльсона. — С.-Петербург: Типо-Литография А. Е. Ландау, 1895. — С. 55—61.
- Manetho with an english translation by W. G. Waddell — London: Harvard University Press —1964. — pp. 118–147.
- Иосиф Флавий. О древности еврейского народа. Против Апиона / Пер. А. В. Вдовиченко // Филон Александрийский. Против Флакка. О Посольстве к Гаю; Иосиф Флавий. О древности еврейского народа. Против Апиона. — М.: Иерусалим, 1994.
- Греческие и римские авторы о евреях и иудаизме. Введения и комментарии М. Штерна / Под. ред. д. и. н. Н. В. Брагинской — Т. I: От Геродота до Плутарха — М.: Изд. «Гешарим», 1997. С. 62—86. ISBN 5-86437-008-6